# Atletico Roma Football Club
L'Atletico Roma Football Club, meglio noto come Atletico Roma, è stata una società calcistica italiana con sede nella città di Roma.
La squadra fu fondata nel 2005 quando l'azienda Cisco cambiò nome della società di cui era proprietaria in Cisco Roma; nel 2010 cambiò nuovamente denominazione in Atletico Roma e nel 2011 venne esclusa dal campionato di Lega Pro Prima Divisione e successivamente sciolta.
Nel periodo in cui è esistita è stata la terza squadra della propria città.
Il club ha preso parte in totale a sei stagioni dei campionati professionistici, raggiungendo come livello più alto la Lega Pro Prima Divisione, terzo livello calcistico italiano, ove il miglior risultato è stato un terzo posto.
I suoi colori sociali erano il bianco e il blu e disputava gli incontri casalinghi allo stadio Flaminio.

## Storia

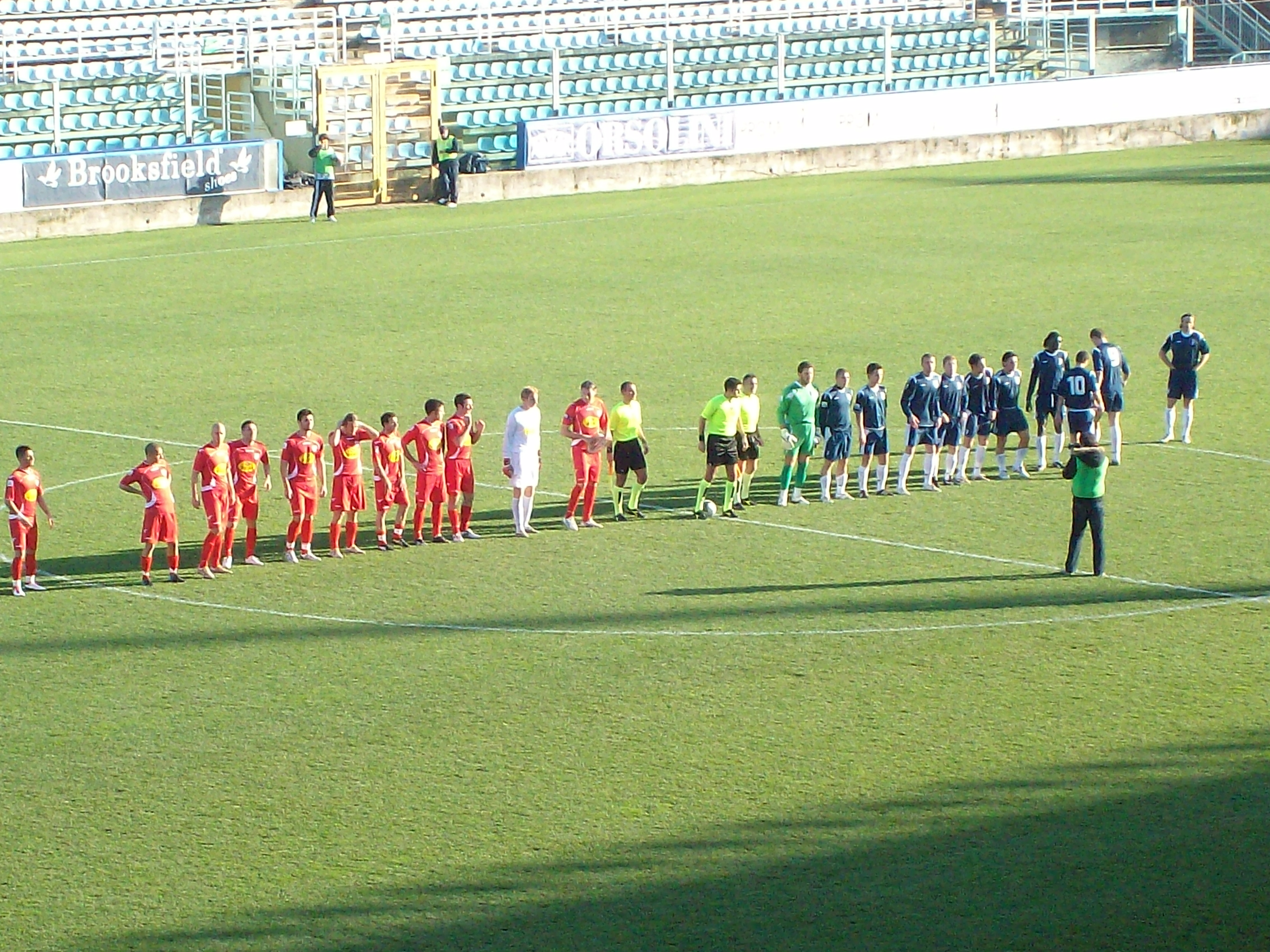
L'Atletico Roma, a destra, nella sfida contro il

### Gli inizi dell'azienda Cisco (1998-2004)
La storia calcistica della Cisco comincia nel 1998, quando l'azienda Cisco sostenne la Nuova Tor Sapienza Calcio trasformandola in Cisco Tor Sapienza. La squadra riuscì ad arrivare in breve tempo nella categoria Eccellenza, ma nel 2001-2002 la Cisco abbandonò il Tor Sapienza per acquistare il G.S. Collatino, società dilettantistica fondata nel 1968 avente sede nei pressi del quartiere Centocelle a Roma.
La denominazione ufficiale divenne quindi Cisco Collatino. La squadra salì fino alla Serie D, disputando nel 2002-2003 una buona stagione. Nella stagione seguente, la Cisco Collatino divenne Cisco Calcio. Nello stesso tempo la proprietà della Cisco Calcio decise di acquisire nella stagione 2003-2004 il terzo storico club calcistico della Capitale: la Lodigiani, da poco ripescata in Serie C2. La stessa proprietà, nella medesima stagione, si trovò quindi a gestire due squadre: la Lodigiani Calcio in Serie C2 e la Cisco Calcio in Serie D.

### La fondazione della Cisco Roma (2005-2009)
Quando la Cisco Calcio sparì definitivamente nel 2003-2004 avendo ceduto il titolo sportivo alla Lupa Frascati che altrimenti avrebbe dovuto giocare in Eccellenza a causa della precedente retrocessione, i proprietari della Lodigiani, rimasti con una squadra sola, decisero inizialmente di affiancare il nome Cisco a quello originario del vecchio club, così la Lodigiani divenne Cisco Lodigiani Calcio. In seguito la dirigenza stabilì perentoriamente, nonostante le numerose proteste da parte dagli stessi tifosi, di far definitivamente sparire il nome Lodigiani. A partire dalla stagione 2005-2006, quindi, la squadra fu chiamata solamente Cisco Roma.
Nel 2005 i vecchi dirigenti della Lodigiani che si sono scissi dalla Cisco Roma e hanno creato l'ASD Lodigiani, che è ripartita dalla Prima Categoria. La Lodigiani giocava nell'antico campo sportivo della Borghesiana, mentre la sede della neonata Associazione Sportiva Cisco Calcio Roma è situata nel quartiere di San Basilio, la vecchia storica sede proprio della Lodigiani.
Nella stagione 2005-2006 la squadra romana inserita nel girone C arriva 6º, senza centrare di poco i play-off.
Nella stagione 2006-2007 la Cisco Roma viene inserita nel girone B e si qualifica al 2º posto, con in rosa Paolo Di Canio, sfiorando la promozione in C1 e venendo fermata, alle semifinali di play-off, dalla Reggiana che vince entrambi i confronti per 1-0.
La stagione 2007-2008 si conclude, invece, con il 9º posto nel girone C.
Sfiora i play-off nella stagione 2008-2009 qualificandosi al 6º posto nel girone B. La Cisco, a causa di irregolarità finanziarie, era partita con un punto di penalizzazione.

### La promozione in Prima Divisione e il cambio di denominazione (2009-2011)
Nell'estate 2009, la società di proprietà dei Tulli è stata rilevata dai costruttori Mario e Davide Ciaccia, i quali hanno affidato la guida tecnica della squadra al tecnico Giuseppe Incocciati, investendo molto nelle qualità tecniche della rosa.
La formazione biancoblu ha concluso il girone B della stagione 2009-2010 con la terza posizione in classifica, alle spalle di Juve Stabia e Catanzaro. Nella semifinale dei play-off ha incontrato il Brindisi e, con un doppio 0-0, lo ha eliminato grazie alla migliore posizione al termine della stagione regolamentare. Nella finale, decisiva per la promozione in Lega Pro Prima Divisione, la squadra trova il Catanzaro. La partita di andata, disputatasi il 6 giugno allo Stadio Flaminio di Roma, è finita 4-0 per la Cisco Roma. Il 13 giugno, allo Stadio Nicola Ceravolo di Catanzaro la Cisco perde 4-2 ma riesce ugualmente a guadagnare la promozione in Lega Pro Prima Divisione.
L'arrivo dei Ciaccia non porta solo ad una promozione, ma anche all'eliminazione del nome aziendale "Cisco" per far posto ad un prefisso da affiancare a "Roma": viene aperto un sondaggio sul sito ufficiale della squadra e, i tifosi, scelgono la denominazione "Atletico Roma". Inizia quindi una nuova era per la squadra, che cambia dunque nome, colori sociali (visto che adotta la colorazione bianco-blu) e avvicina molta nuova gente all'ambiente della squadra, che da quando si era trasformata da "Lodigiani" in "Cisco Roma" non aveva avuto molto seguito.
La nuova stagione parte benissimo: la società (che punta alla Serie B) mette a segno colpi di prestigio come gli acquisti di Roberto Baronio, Daniele Franceschini e Mauro Esposito. Inoltre riesce a trattenere tutti i calciatori più importanti e quelli che nelle precedenti stagioni si erano messi in luce, su tutti il "bomber" Ciofani. Nelle prime giornate la squadra viaggia con un ruolino di marcia da record e si ritrova in vetta per le prime nove giornate. Verso la fine del girone di andata però, l'Atletico va incontro ad una crisi di risultati che continua e ben presto i romani devono dire addio al sogno della promozione diretta, dopo che i punti di distacco dalla corazzata Nocerina diventano troppi. L'Atletico Roma si ritrova quindi a giocarsi un posto play-off con squadre come il Benevento (battuto al Flaminio 3-0), la Juve Stabia, il Taranto (battuto sia in casa che in trasferta per 1-0) ed il Foggia. Nonostante la splendida stagione di giocatori come Ciofani (che lotta per la classifica marcatori) e Franchini, la squadra sembra mancare un po' di esperienza e dopo un altro periodo-no (culminato con la sconfitta casalinga con il Gela) la società esonera l'allenatore Incocciati e affida temporaneamente la panchina a Roberto Chiappara, giocatore della squadra. I risultati arrivano e nelle ultime giornate l'Atletico riesce a qualificarsi per i play-off con due turni di anticipo. Il 5 giugno del 2011 l'Atletico Roma accede alla finale play-off dopo la doppia sfida col Taranto (andata a Taranto 0 - 1 e ritorno 2 - 3, passa per la miglior posizione in classifica al termine del campionato), e se la deve vedere con la Juve Stabia nella doppia sfida del 12 e del 19 giugno 2011 valevole per l'accesso all'ambitissima Serie B. Nella partita di andata, in trasferta, ottiene un pareggio per 0-0, al ritorno viene sconfitto 0-2 in casa e perde la possibilità di conquistare una storica promozione in Serie B. Il 19 luglio 2011 viene esclusa dal campionato 2011-2012 dal Consiglio Federale della Figc.

### Lo scioglimento (2011)
Il 20 luglio 2011 la società effettua ricorso contro la Federazione per l'iscrizione alla Lega Pro Prima Divisione, ma il 25 luglio esso viene nuovamente respinto. Dopo il respingimento del ricorso, la società non si è più iscritta ad alcun campionato, sciogliendosi definitivamente dopo soli sei anni dalla fondazione.

## Colori e simboli

### Colori
I colori della Cisco Roma erano il bianco e il rosso, che furono ripresi dal Lodigiani. Con il cambio di denominazioni in Atletico Roma i colori divennero il bianco e il blu.

### Simboli ufficiali

#### Stemma
Il primo stemma della Cisco Roma era di forma circolare, era circondato da una corona circolare rossa con al suo interno la scritta CISCO CALCIO ROMA e un pallone da calcio modello Telstar, al centro si trovava un cerchio bianco con all'interno una figura stilizzata composta da righe verdi e nere.
Tale stemma fu sostituito da uno simile che era sempre di forma circolare con scritto nella corona circolare il nome della squadra: A.S. CISCO CALCIO ROMA. All'interno vi era un pallone da calcio con davanti una tigre.
Nel 2010 col cambio di denominazione lo stemma dell'Atletico Roma era uno scudo così disegnato: la parte destra era blu con scritto in alto l'anno 1972; nella parte sinistra c'erano due fasce nelle quali vi era scritto: ATLETICO nella prima e ROMA nella seconda; sempre a destra vi era situato il disegno di un pallone da calcio ingrandito.

## Strutture

### Stadio

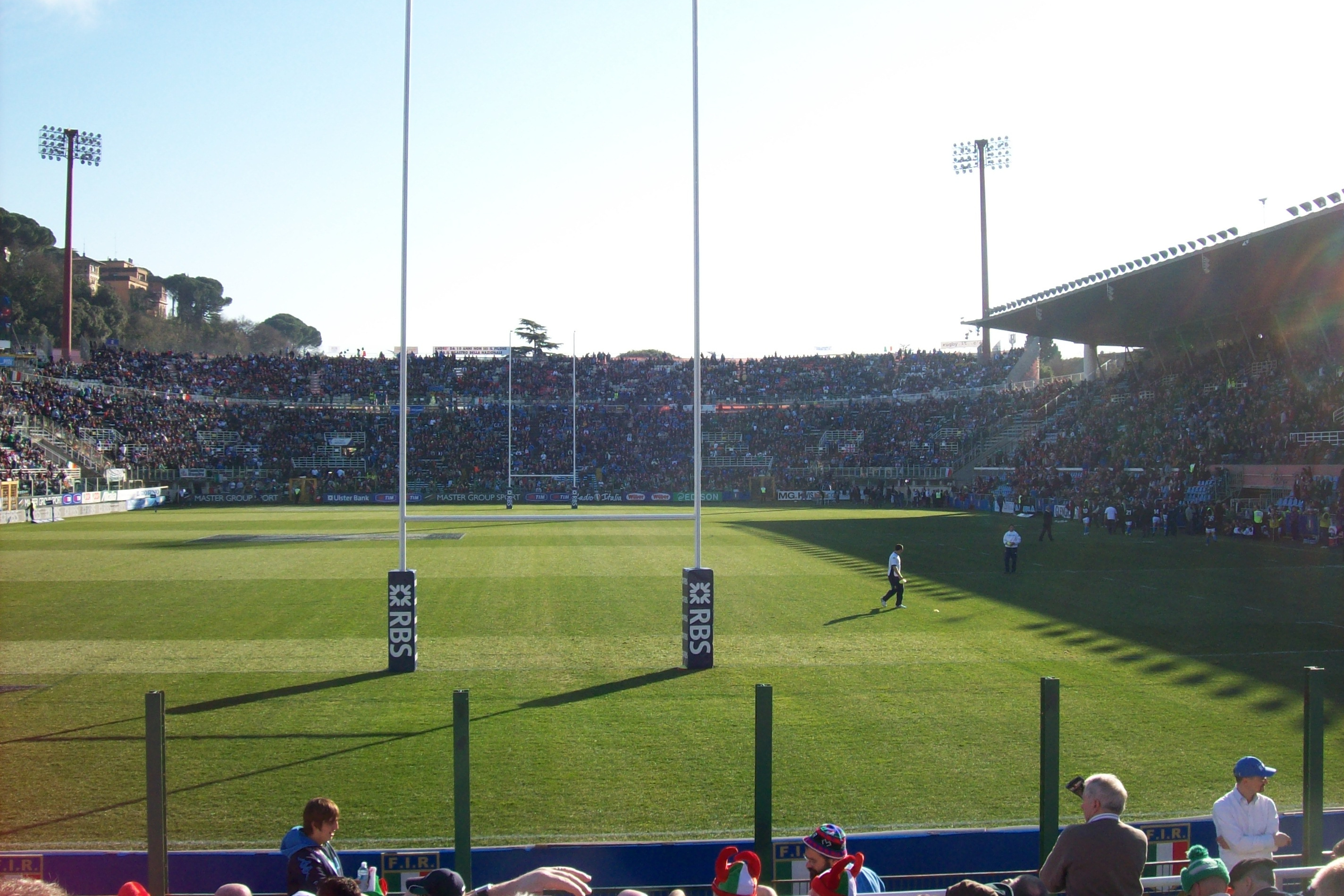
L'interno dello stadio Flaminio

La squadra giocava allo stadio Flaminio, dove venivano disputate anche gare di rugby.
L'impianto venne inaugurato il 1º luglio del 1957. Esso ha una struttura ovale e può contenere un totale di 24 973 posti. Il campo in erba misura 105×70 metri.

### Centro di allenamento
L'Atletico Roma svolgeva i propri allenamenti allo stadio Flaminio.

## Società

### Sponsor
| Cronologia degli sponsor tecnici - 2005-2006 Diadora - 2006-2011 Umbro |

## Allenatori e presidenti
| Allenatori - 2005-2006 Rosolino Puccica (1ª-9ª) Giuseppe Ferazzoli (10ª-32ª) Giovanni Lopez (33ª-34ª) - 2006-2007 Stefano Di Chiara (1ª-10ª) Antonio Rizzolo (11ª) Fabio Fratena (12ª-30ª) Antonio Rizzolo (31ª-32ª) Francesco Gagliardi (33ª-34ª e play-off) - 2007-2008 Francesco Gagliardi (1ª-24ª) Giovanni Lopez (25ª-34ª) - 2008-2009 Giovanni Lopez - 2009-2010 Giuseppe Incocciati - 2010-2011 Giuseppe Incocciati (1ª-30ª) Roberto Chiappara (31ª-34ª e play-off) | Presidenti - 2005-2008 Gianluca Tulli - 2008-2009 Giuseppe Smeriglio - 2009-2011 Mario Ciaccia |

## Calciatori

### Capitani
- Paolo Di Canio (2006-2008)
- Silvio Lafuenti (2008-2009)
- Stefano Di Fiordo (2009-2010)
- Stefano Ambrosi (2010-2011)

## Statistiche e record

### Partecipazione ai campionati
| Livello | Categoria                  | Partecipazioni | Debutto   | Ultima stagione | Totale |
| ------- | -------------------------- | -------------- | --------- | --------------- | ------ |
| 3º      | Lega Pro Prima Divisione   | 1              | 2010-2011 | 2010-2011       | 1      |
| 4º      | Serie C2                   | 3              | 2005-2006 | 2007-2008       | 5      |
| 4º      | Lega Pro Seconda Divisione | 2              | 2008-2009 | 2009-2010       | 5      |

### Partecipazione alle coppe
| Competizione          | Partecipazioni | Debutto   | Ultima stagione | Totale |
| --------------------- | -------------- | --------- | --------------- | ------ |
| Coppa Italia          | 2              | 2005-2006 | 2010-2011       | 2      |
| Coppa Italia Serie C  | 3              | 2005-2006 | 2007-2008       | 6      |
| Coppa Italia Lega Pro | 3              | 2008-2009 | 2010-2011       | 6      |

### Statistiche individuali
| Record di presenze - 126 Marco Angeletti (2007-2011) - 106 Daniel Ciofani (2008-2011) - 103 Antonio Balzano (2008-2011) - 76 Francesco Mazzarani (2006-2007, 2009-2011) - 73 Fabrizio Lo Piccolo (2005-2006, 2008-2010) - 72 Raffaele Franchini (2009-2011) - 68 Stefano Ambrosi (2009-2011) - 68 Stefano Di Fiordo (2008-2010) - 68 Emanuele Padella (2007-2008, 2009-2011) - 67 Fabrizio Romondini (2009-2011) | Record di reti - 56 Daniel Ciofani (2008-2011) - 21 Raffaele Franchini (2009-2011) - 14 Paolo Di Canio (2006-2008) |

## Tifoseria

### Storia
L'Atletico Roma non aveva una tifoseria molto numerosa, ciò era dovuto al fatto che la squadra ha avuto un'esistenza breve, non essendo mai andata oltre la terza serie ed in città erano poi presenti due squadre con una tradizione sportiva molto superiore. L'unico gruppo ultras, formatosi al tempo della denominazione Cisco Roma e rimasto a seguito del club anche dopo il cambio di nome, sono stati i Bad Side.

### Gemellaggi e rivalità
L'Atletico Roma aveva come unico gemellaggio la tifoseria del San Marino con il gruppo Nucleo 2000, tenuto in vita fino all'esistenza della società nelle serie calcistiche.